# Floorball en los Juegos Mundiales de 2022
El Floorball será uno de los deportes en los que se compita en los Juegos Mundiales de 2022, lo que será la segunda aparición del deporte como una disciplina oficial de los Juegos.
La sede del evento será el Salón de Exhibiciones Este del Complejo de Convenciones Birmingham–Jefferson, mismo lugar donde se celebrarán las competencias de Korfbal.

Esta participación es una gran oportunidad para este deporte, ya que es siempre un candidato a participar en los Juegos Olímpicos, por lo que es un gran hecho esta exposición.
También podría aspirar a serlo la nueva modalidad de hockey 3vs3, que reúne varios de los criterios modernos para ser seleccionado, al ser muy dinámico.

## Clasificación
El Floorball solo tendrá una competencia en la rama varonil.
Ocho selecciones nacionales participarán en el torneo, dos más de las que fueron invitadas a Breslavia 2017 una de las cuales será la de los Estados Unidos, que clasifican automáticamente como país sede.
Los otros siete participantes se clasificarán de acuerdo a sus resultados en el Campeonato Mundial Masculino de Floorball 2020 que se celebrará en Helsinki, Finlandia en diciembre de 2021.
Clasificarán:
- Los cinco mejores equipos del campeonato
- El mejor equipo de América (dado que Estados Unidos ya clasificó, solo puede ser Canadá)
- El mejor equipo de Asia/Oceanía[2]

La Federación Internacional de Floorball no aclara que ocurriría en caso de que los cinco primeros lugares sean todos de América y Asia.

### Participantes
- Estados Unidos (anfitrión)
- Suecia
- Finlandia
- República Checa
- Suiza
- Letonia
- Canadá
- Tailandia

## Medallas
| Evento    | Oro    | Plata     | Bronce          |
| --------- | ------ | --------- | --------------- |
| Masculino | Suecia | Finlandia | República Checa |